# Ibieca
Ibieca település Spanyolországban, Huesca tartományban. Ibieca Casbas de Huesca, Angüés, Siétamo és Loporzano községekkel határos. Lakosainak száma 104 fő (2024).

## Népesség
A település népessége az utóbbi években az alábbiak szerint változott:
| Lakosok száma | 111  | 117  | 110  | 110  | 109  | 119  | 100  | 96   | 113  | 104  |
|               | 2001 | 2004 | 2006 | 2009 | 2011 | 2014 | 2016 | 2019 | 2021 | 2024 |